# 赤バス

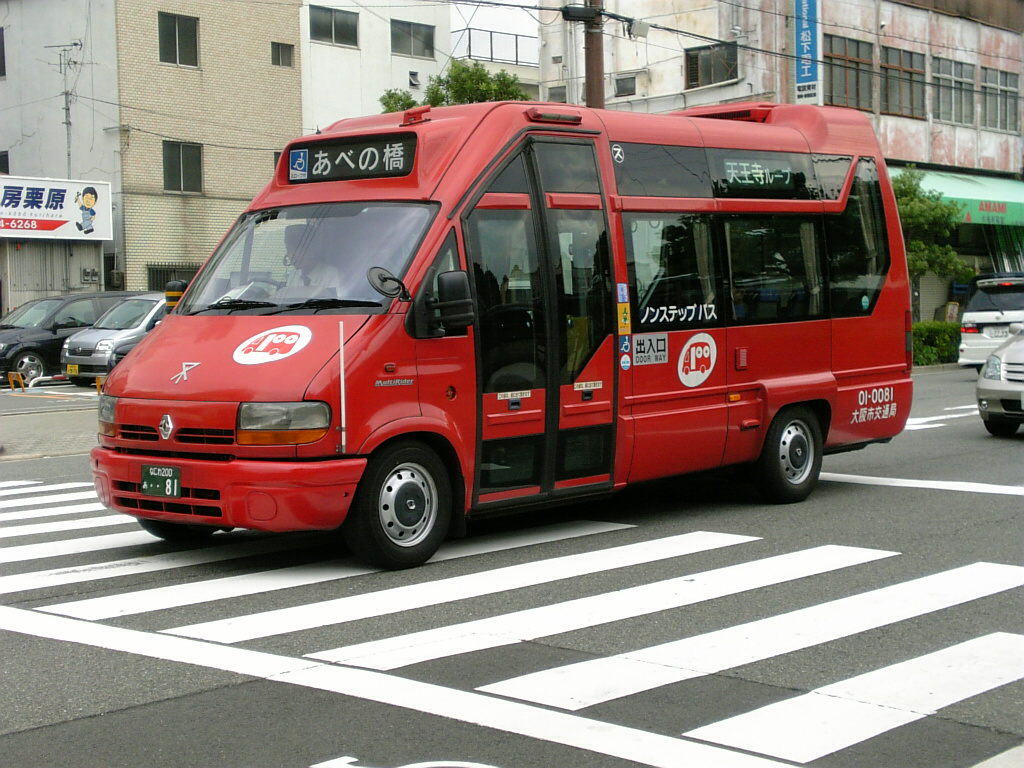
オムニノーバ・マルチライダーを使用した初代赤バス車両

赤バス（あかバス）は、大阪市交通局（現：大阪市高速電気軌道〈Osaka Metro〉、バス事業は大阪シティバスが運営）がかつて運行していた大阪市のコミュニティバスである。
名称は車体の赤い色に由来しており、公募によって決定された。

## 概要
一般の路線バスではカバーしきれない各区内の住宅地と病院・商店街・鉄道駅・区役所などの公共施設をきめ細かく結ぶ地域密着型公共交通サービスとして、2000年5月20日に試験的に5路線での運行を開始し、2002年1月27日に21路線で本格的な運行を開始した。
運行当初より2010年までは、大阪市と大阪市交通労働組合の共同出資により設立された大阪運輸振興（現：大阪シティバス）に全系統を運行委託していた。その後、2010年3月28日のダイヤ改正により井高野営業所が一部系統を担当することになったため、同営業所を委託していた南海バスに赤バスの担当路線も委託された。
運賃は100円均一で、大阪市営バスの一般の路線バスと同じく後払いとなっていた。また、スルッとKANSAIカードの印字は、一般路線バスの印字とは異なり「大交BUS」と表示されていた。これは、一般路線バスと赤バスの乗り継ぎの際に運賃割引があるため、どちらのバスに乗車したのかを判別するためであった。
2011年秋まで制定されていた大阪市交通局のキャラクター「レインボーファミリー」には赤バスのキャラクターもあり、名前は「アカバスチャン」だった。

### 廃止に至る経緯
赤バスは最多で29路線が運行され、小型車ゆえに通常のバスでは走行困難であった地区への路線開設に一定の成果を挙げていた。しかし運行時間帯が短く（最速で16時頃に運行終了する系統もあった）、通勤に使いにくいことや、待ち時間を考えると徒歩移動の方が速いケースもあるため、利便性が高いとはいえない部分もあった。このため都心部の路線を中心に減便傾向が続き、経路変更もたびたび行われた。
2008年3月30日には赤バス初の路線廃止があり、中央区を運行していた「中央ループ」（天満橋→谷町四丁目→下寺町→中央区役所→天満橋）が廃止された。また、同年6月1日には「西ループ」（地下鉄西長堀→本田一丁目→安治川トンネル前→西区老人福祉センター→地下鉄西長堀）も廃止された。
2009年3月、大阪市交通局は赤バスが市営バスの赤字体質の一因となっているとして、赤バスを2010年度末までに全廃する意向を打ち出した。しかし、実際には2010年度から2011年度を「利用促進への取組」の時期と定め、区民説明会や地域調整協議会などを経て2011年10月に路線を一部再編した。その上で翌2012年3月にかけて需要検証を行い、同年度末に路線の抜本的再編を行う提案もあったが、同年度末で全路線を廃止することも検討していた。
2012年9月21日、赤バス26路線を同年度末限りで廃止とし、残る3路線は利用者が多いため1年間運行を延長する方針が示された。この3路線は「西淡路 - 区役所」が11号・11A号系統に、「長吉長原西 - 瓜破西」が出戸バスターミナルを境に長吉長原西方面が16号系統、瓜破西方面が66号系統に、天王寺ループが68号系統の一般系統となったが、このうち68号系統は2014年3月31日の運行を最後に廃止され、66号系統も2014年4月1日より14号系統と統合され廃止となった。
赤バスが廃止となる一部の区では、独自に民間事業者に委託してコミュニティバスを1年間運行したが、一部のコミュニティバスは2014年3月31日で廃止された。

### 利用実績
国土交通省の2003年の調査によれば、2001年末時点での収支率は10%以下と低く、また2002年7月時点での全路線の1便あたり乗客数は16.1人/便（2008年度調査では13人/便）、2002年度（平成14年度）も経費20.4億円に対し収益4.8億円弱と事業性は低いが、「計画当初から収益を上げる路線として位置付けていないための損益でもあり、さらなる利用促進を図ることが望まれる」と評価された。
2009年度（平成21年度）の平均乗客密度見込みはわずか4.0人と「乗用車並み」にとどまり、廃止が検討される要因になった。

## 歴史
- 2000年（平成12年）5月20日 - 試験運行開始。浪速・淀川・城東・平野・西成の5区を対象とした。
- 2002年（平成14年）1月27日 - 本格運行開始。中央・西・港・大正・西淀川・旭を除く18区で21路線を運行。
- 2005年（平成17年）3月27日 - 中央・西・港・西淀川・旭の5区で運行を開始。
- 2006年（平成18年）
  - 3月26日 - 大正区で運行を開始、大阪市の24行政区すべてで運行される。
  - 8月7日 - ベビーカーを折りたたまず乗車できるようになる。
- 2008年（平成20年）
  - 3月30日 - 中央区で運行を廃止。
  - 5月31日 - 西区で運行を廃止。
- 2009年（平成21年）8月31日 - 東成区で運行を廃止。
- 2012年（平成24年）4月1日 - 一部路線において、新型車両での運行を開始。
- 2013年（平成25年）3月31日 - 天王寺ループ、西淡路 - 区役所（東淀川区）、長吉長原西 - 瓜破西（平野区）の3路線を除く26路線を廃止。残る3路線は一般路線に移行[8]。

## 最後まで担当した営業所とその路線
運行は酉島、住之江、井高野、長吉、鶴町の各営業所で担当した。過去には古市営業所も2010年3月27日まで担当した。

以下は、運行業務の担当営業所で分類している。

### 酉島営業所担当
- 福島ループ（203号系統）：福島区で運行された路線
- 此花ループ（204号系統）：此花区で運行された路線
- 西淀川ループ（211号系統）：西淀川区で運行された路線

### 住之江営業所担当
- 港ループ（207号系統）：港区で運行された路線
- 淀川区役所 - 加島駅（212号系統）：淀川区で運行された路線。旧古市営業所担当路線。廃止後、2013年4月1日から2014年3月31日まで国際興業大阪が乗合タクシーとして運行。2014年4月より福祉バス「夢ちゃん号」へ移行（2015年3月31日まで）。
- 住之江ループ（220号系統）：住之江区で運行された路線
- 住吉ループ（221号系統）：住吉区で運行された路線
- 西成西ループ（224号系統）：西成区の西側で運行された路線
- 西成東ループ（224号系統）：西成区の東側で運行された路線

### 井高野営業所担当
- 西淡路 - 区役所（213号系統）：東淀川区の西側で運行された路線。旧古市営業所担当路線。2010年3月28日から2011年3月31日までは住之江営業所が担当した。廃止後、2013年4月1日からは一般バス・11号系統として運行中（担当は赤バス時代と同じく井高野営業所）。
- 東淀川東ループ（内回り）（213号系統）：東淀川区の東側で運行された環状路線の内回りの路線。旧古市営業所担当路線。2010年3月28日から2011年3月31日までは長吉営業所が担当した。
- 東淀川東ループ（外回り）（213号系統）：東淀川区の東側で運行された環状路線の外回りの路線。旧古市営業所担当路線。2010年3月28日から2011年3月31日までは長吉営業所が担当した。
- 旭ループ（216号系統）：旭区で運行された路線。旧古市営業所担当路線。2010年3月28日から2011年3月31日までは長吉営業所が担当した。廃止後、2013年4月1日から2014年3月31日まで区のコミュニティバスとして北港観光バスが「あさひあったかバス」を運行。2020年4月現在も同社の自主路線として運行を継続している。
- 城東北ループ（217号系統）：城東区の北側で運行された路線。旧古市営業所担当路線。2010年3月28日から2011年3月31日までは長吉営業所が担当した。
- 城東南ループ（217号系統）：城東区の南側で運行された路線。旧古市営業所担当路線。2010年3月28日から2011年3月31日までは長吉営業所が担当した。2013年度の福祉バス（エムオーティに委託）を経て2014年4月1日より一部区間を市バス21号系統の経路変更で東中浜・天王田地区をカバーしている。
- 長柄東 - 大淀中（201号系統）：北区で運行された路線。旧古市営業所担当路線。2010年3月28日から2012年3月31日までは長吉営業所が担当した。
- 京橋 - 毛馬（202号系統）：都島区で運行された路線。旧古市営業所担当路線。2010年3月28日から2012年3月31日までは長吉営業所が担当した。廃止後、2013年4月1日から2014年3月31日まで京阪バスが「都島区バス」を運行。2014年4月1日からは市バスの一般路線57号系統（京橋駅前 - 大阪駅前）を京橋駅前 - 毛馬中央公園の循環系統に変更し、都島区バスを代替した。

### 長吉営業所担当
- 天王寺ループ（209号系統）：天王寺区で運行された路線。2011年3月31日までは住之江営業所が担当した。廃止後、2013年4月1日からは一般バス・68号系統として運行した（担当は住之江営業所）が、2014年3月31日で廃止、一部区間は18号系統の区間延長（当初、上本町六丁目から上本町一丁目まで延伸。のちに玉造へ延長）と22号系統の区間変更（当初、鶴橋駅前から南下して桃谷駅前・天王寺区役所経由であべの橋、のち鶴橋駅前から西進して上本町六丁目、天王寺区民センター、天王寺区役所、桃谷駅前、国分町経由あべの橋まで）にてカバーされている。
- 生野北ループ（215号系統）：生野区の北側で運行された路線
- 生野南ループ（215号系統）：生野区の南側で運行された路線
- 鶴見ループ（218号系統）：鶴見区で運行された路線。旧古市営業所担当路線。2013年度より鶴見区による「鶴見区福祉バス」を運行（エムケイ観光バスに委託）。2014年4月1日より45号系統を延伸し一部区間（福祉バスが経由しない諸口地区）をカバー。
- 阿倍野ループ（219号系統）：阿倍野区で運行された路線。2011年3月31日までは住之江営業所が担当した。2013年4月1日より2014年3月31日まで阿倍野区による乗合タクシーを運行（国際興業大阪に委託）。2014年4月1日より阪南町・西田辺・播磨町の一部を54D号系統の新設でカバー。
- 東住吉北ループ（222号系統）：東住吉区の北側で運行された路線
- 東住吉南ループ（222号系統）：東住吉区の南側で運行された路線。廃止後、2013年4月8日から日本城バスの西田辺・瓜破線として運行開始。2016年7月1日に北港観光バスに路線バス事業が譲渡され同社の路線になった[9]。
- 平野区役所 - 地下鉄南巽（223号系統）：平野区の西側で運行された路線。廃止後、2013年4月1日から2014年3月31日までの期間限定で利用者を限定する福祉系コミュニティ車両（利用する前日まで指定された電話番号に運行時間内に電話予約が必要）をふれ愛交通が運行した[10]。
- 長吉長原西 - 瓜破西（223号系統）：平野区の東側で運行された路線。廃止後、2013年4月1日からは一般バスとして16号系統と66号系統に分けて運行中（担当はいずれも住之江営業所。ただしダイヤ上は原則としてこの両系統を連続運行していた）。2014年4月1日より66号系統は14号系統へ統合されて廃止（瓜破西地区で一部66号系統のルートに変更した他は従来の14号系統と同じルート）。
  - 長吉営業所は赤バスの廃止と同日に閉所、そのまま廃止された。

### 鶴町営業所担当
- 大正ループ（208号系統）：大正区で運行された路線。2010年8月31日までは住之江営業所が担当した。
- 浪速ループ東（210号系統）：浪速区の東側で運行された路線。2011年3月31日までは住之江営業所が担当した。
- 浪速ループ西（210号系統）：浪速区の西側で運行された路線。2011年3月31日までは住之江営業所が担当した。

## 途中で撤退した営業所とその路線

### 古市営業所担当
- 中央ループ（205号系統）：中央区で運行された路線。2008年3月30日をもって赤バス初めての路線廃止。
- 東成環状（内回り）（214号系統）：東成区で運行された環状路線の内回りの路線。2009年8月31日をもって路線廃止。
- 東成環状（外回り）（214号系統）：東成区で運行された環状路線の外回りの路線。2009年8月31日をもって路線廃止。
  - なお、古市営業所も現在廃止されている。

## 車両
車両は小型ノンステップバスが使用された。最大乗車定員は座席と立席を合わせて25人で、中型二種免許での運転が可能であるが、乗務員は大阪運輸振興の路線業務も担当するため、大型二種免許を所持していた。

### 輸入車
運行が開始された2000年当時、国産小型ノンステップバスが発売されていなかったため、輸入車が採用された。
初代専用車は、スウェーデンのオムニノーバ・テクノロジー社（ボルボ関連会社）製造の小型ノンステップバスであるマルチライダーを採用した。「赤バス」での導入以降、マルチライダーは日本全国各地のコミュニティバスで導入された。
2000年の運行開始に備え、マルチライダー20台を導入、2002年の路線拡充時に50台を追加導入した。1台あたり約2,000万円を投じて導入した特殊仕様であるが、国産車で使用していない部品を使用していたことと、特殊仕様であるため故障も多く、約5年半で352件発生した（国産バスの8 - 12倍）。その結果、維持管理費も国産バスの2倍ほど割高となった。
その後、オムニノーバ社が倒産したなどの事情により、2005年の第三次路線拡充の際には、フルフラットノンステップではないメルセデス・ベンツ・トランスポーターT1Nをベースとしたミニバスを13台導入した。
これらの車両については除籍後に売却されたり、港営業所跡地（現：大阪シティバス港トレーニングセンター）などに疎開留置されていた。このうちT1Nは除籍後、故障が判明して出品を取り消した1台を除き、ヤフオク!が主催した大阪市の官公庁ネットオークション（競売）に12台を出品して売却された。
なお、オムニノーバ社は倒産後にボルボの100%子会社とされ、社名と業態を変更した上で存続している。車両製作関連事業はイギリスの企業に売却され、マルチライダーの製造はスウェーデンの別の会社が引き継いでいる。
また、T1Nの当時の輸入元であったダイムラークライスラー日本も、三菱ふそうトラック・バスが2005年にダイムラー・クライスラーの連結子会社になったことに伴い、バスを含む商用車の輸入業務から撤退している。

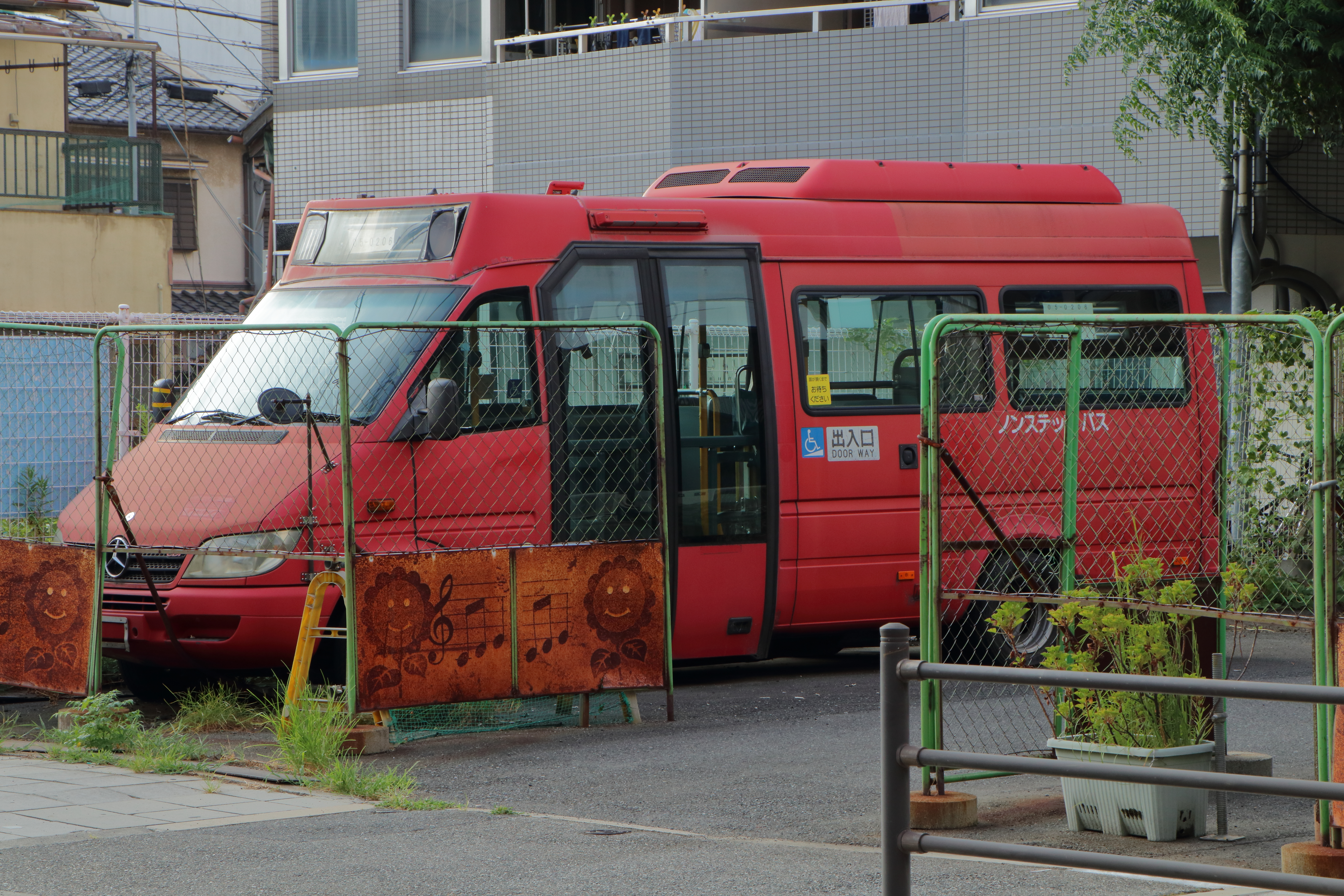
T1Nをベースとした赤バス車両（オークションへの出品を取消したため留置した車両。現在撤去）

### 日野・ポンチョ

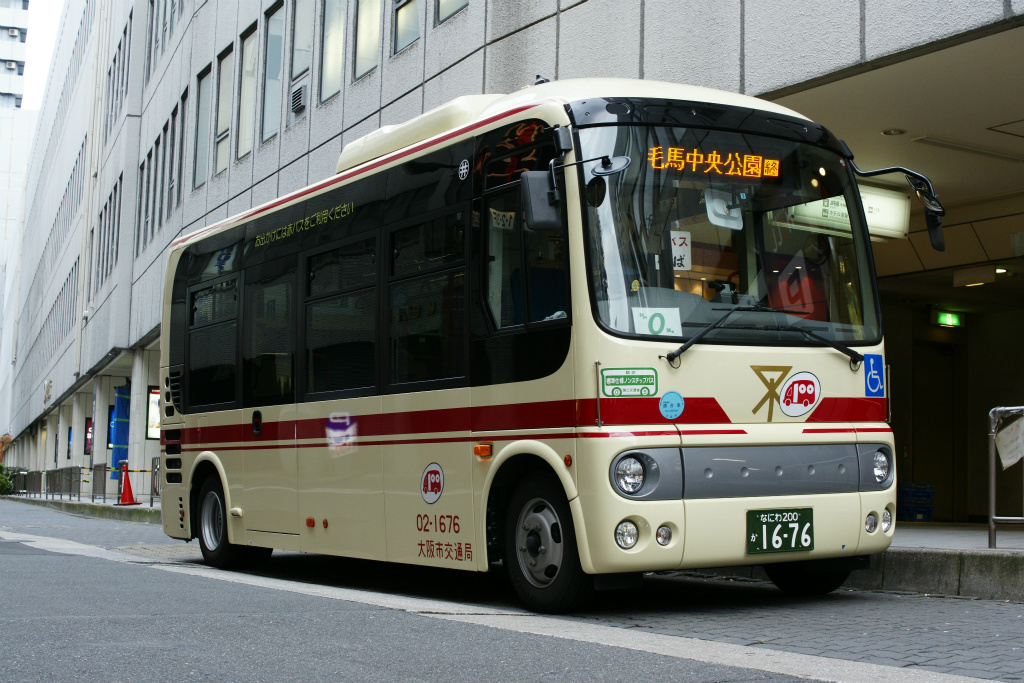
日野・ポンチョを使用した赤バス車両

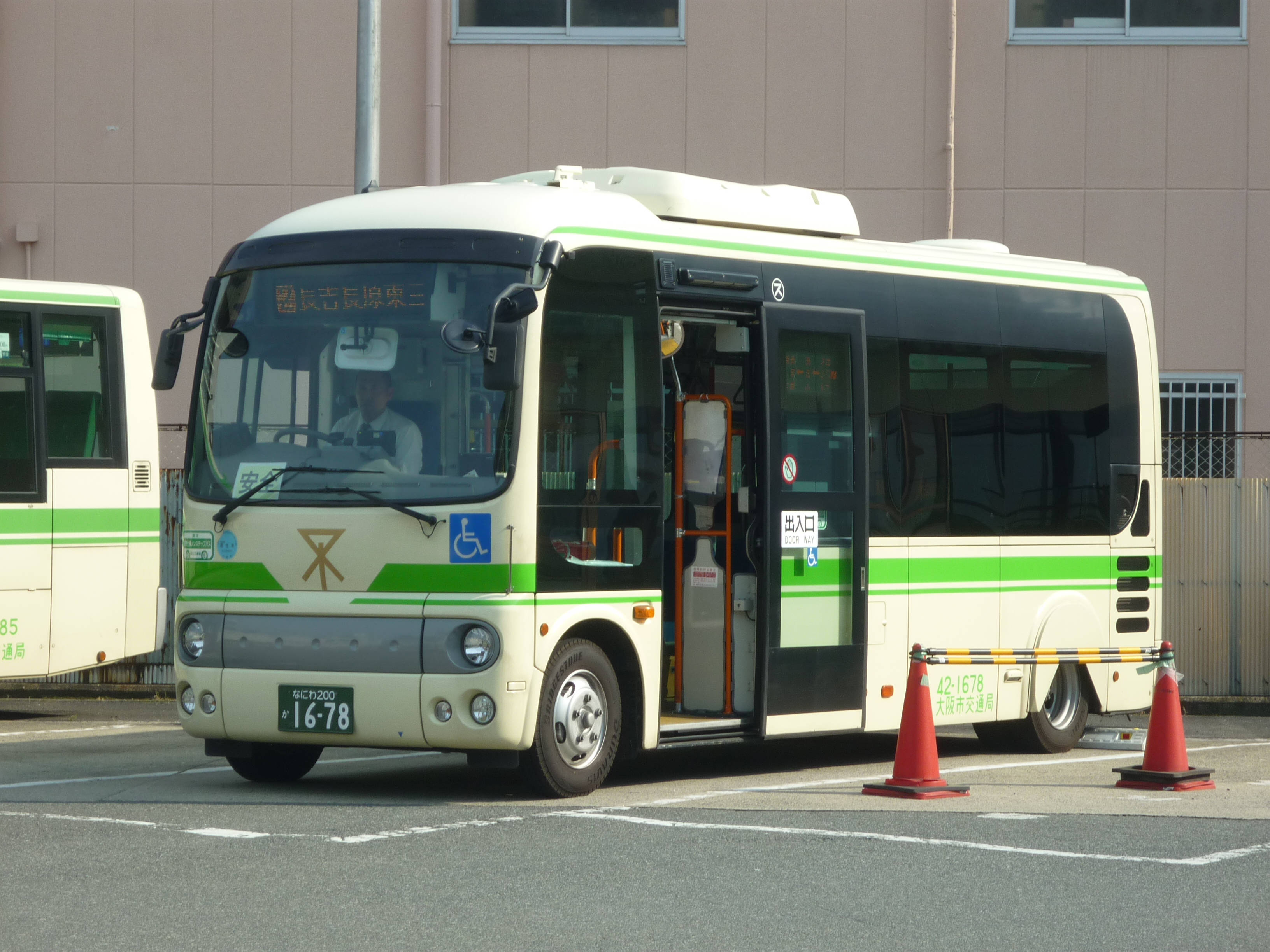
一般路線に転用後の日野・ポンチョ

マルチライダーの代替時期となった2012年4月1日からは、国産の小型ノンステップバスである日野・ポンチョ（2代目、1ドアロングボディ）が20台導入され、赤バスとして初めての日本車となった。ただし、当時すでに赤バスの廃止計画があり、廃止後の一般路線への転用が計画されていたため、転用時の塗装変更が容易となるように車体の塗装は全体を赤とはせず、一般路線車と同じデザインで帯色のみ赤とした。
赤バス廃止後は、ポンチョは当初の計画通り一般路線に転用されることになり、2013年4月1日からは帯色を緑に変更し、小型ノンステップバスとして旧赤バス系統や中型車固定運用路線に充当されるようになった。ただし旧赤バス系統のうち、11・11A号系統は中型車で運用されている。このため、赤バスの設定がなかった地域でも小型車の運用が一部路線で存在する。
一般色に塗装変更されたポンチョは、酉島と住之江（一部は井高野からの転属）の2営業所に配置されていたが、2014年4月1日のダイヤ改正による路線整理によって中型・大型車に運用変更されたため、ポンチョは12台が余剰となり、酉島営業所からの配置がなくなったほか、住之江営業所配置のポンチョも8台に減少した。
余剰となったポンチョ12台は、新車導入後わずか2年で、T1Nと同じくヤフオク!主催の大阪市の官公庁ネットオークションに出品され売却された。2015年7月7日にヤフオク!は「Yahoo！官公庁オークション」自動車の高額落札物件ランキングを発表、1位は大阪市交通局の中古乗合自動車（日野・ポンチョ）「1636～1696」計12台で、落札価格は1台933万円、全車が同額で落札されたという。

### 譲渡先での活用

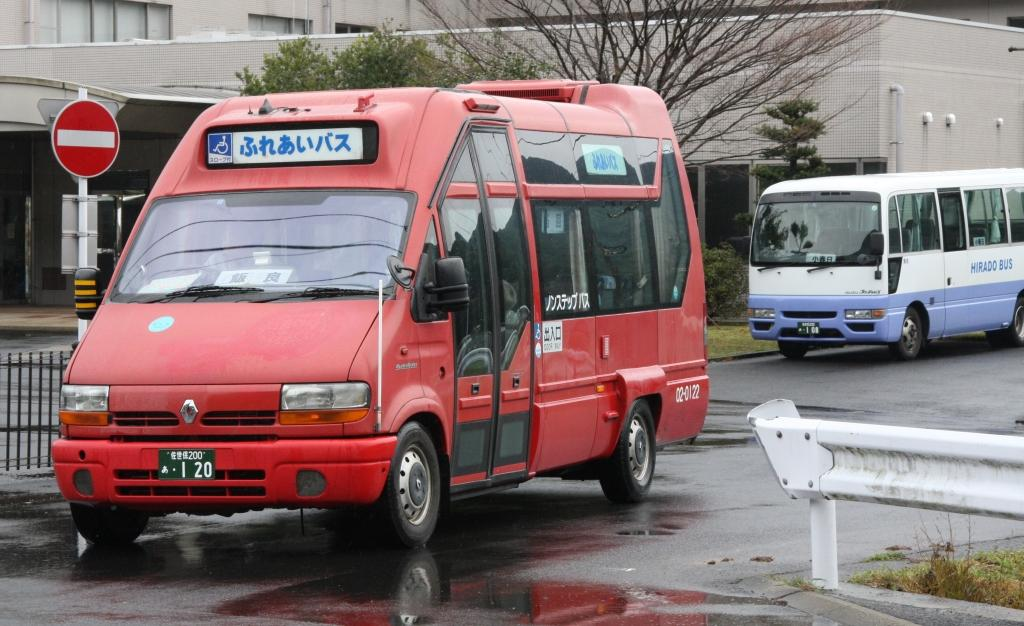
赤バス譲渡車のマルチライダーを使用した平戸ふれあいバス

売却された赤バス車両の一部は、他の路線バス事業者でコミュニティバスや一般路線バス、自家用バスなどとして活用されている。
マルチライダーは、長崎県平戸市の平戸ふれあいバス（YOKAROが運行）で使用されている。また自家用バスとして使用されている車両もある。
T1Nは、奈良県五條市近内町に所在する登録有形文化財「藤岡家住宅」を運営するNPO法人「うちのの館」が官公庁オークションで1台を落札し、2013年10月16日より同住宅への無料送迎バス「きずな号」として使用されている。
ポンチョは2台が西東京バス五日市営業所へ移籍した（C21252、C21253）。ドアブザーなどは大阪市営バス仕様のまま使用されている。